# Großes Landgrabental, Galenbecker und Putzarer See
Großes Landgrabental, Galenbecker und Putzarer See este o arie protejată (arie de protecție specială avifaunistică — SPA) din Germania întinsă pe o suprafață de 14.190 ha, integral pe uscat.

## Localizare
Centrul sitului Großes Landgrabental, Galenbecker und Putzarer See este situat la coordonatele 53°41′17″N 13°34′07″E / 53.6881°N 13.5686°E.

## Înființare
Situl Großes Landgrabental, Galenbecker und Putzarer See a fost declarat arie de protecție specială avifaunistică în aprilie 2008 pentru a proteja 24 de specii de animale.

## Biodiversitate
Situată în ecoregiunea continentală, aria protejată nu include niciun habitat protejat.
La baza desemnării sitului se află mai multe specii protejate de  păsări (24): pescăruș albastru (Alcedo atthis), rață lingurar (Anas clypeata), Anas strepera strepera, Anser albifrons albifrons, gâscă de semănătură (Anser fabalis), acvilă țipătoare mică (Aquila pomarina), buhai de baltă (Botaurus stellaris stellaris), barză albă (Ciconia ciconia ciconia), erete de stuf (Circus aeruginosus), cristeiul de câmp (Crex crex), Cygnus columbianus bewickii, ciocănitoarea de stejar (Dendrocopos medius), ciocănitoare neagră (Dryocopus martius), muscar (Ficedula parva), Grus grus grus, codalb (Haliaeetus albicilla), sfrâncioc roșiatic (Lanius collurio), Luscinia svecica cyanecula, gaia neagră (Milvus migrans), gaia roșie (Milvus milvus), vultur pescar (Pandion haliaetus), viespar (Pernis apivorus), cresteț pestriț (Porzana porzana), silvie porumbacă (Sylvia nisoria).